# Abdul Majeed Waris
Abdul Majeed Waris oder auch Waris Majeed (* 19. September 1991 in Tamale) ist ein ghanaischer Fußballspieler. Der Stürmer, der im Frühjahr 2012 erstmals für die ghanaische Nationalmannschaft auflief, debütierte 2010 für BK Häcken im schwedischen Profifußball und wurde dort 2012 Torschützenkönig der Allsvenskan. Seit 2022 steht er bei Anorthosis Famagusta unter Vertrag.

## Karriere

### Verein
Waris besuchte das Fußballprogramm der Right to Dream Academy. Im September 2008 wechselte er ans Hartpury College nach England, einem Partner der Right to Dream Academy. Dort überzeugte er sowohl auf dem Spielfeld als auch im Klassenzimmer. In 21 Pflichtspielauftritten für die U-18-Mannschaft des Colleges in seiner ersten Saison erzielte er 36 Tore. Dabei trug er entscheidend zum Gewinn des U-18-Pokal-Wettbewerbs der English Schools’ Football Association bei, da er sowohl im Halbfinale als auch Finale jeweils einen Hattrick erzielte. Als Schüler gewann er einen National Award aufgrund seiner Leistungen und wurde an der Schule als Sportler des Jahres ausgezeichnet.
Nachdem Waris mit der Jugendmannschaft des Colleges am in Schweden ausgetragenen Jugendturnier Gothia Cup teilgenommen hatte, verpflichtete ihn der Göteborger Klub BK Häcken im Oktober 2009 und vereinbarte mit dem Spieler einen ab Januar 2010 gültigen Vier-Jahres-Kontrakt. Damit war er der erste Absolvent der Right to Dream Academy, der einen Profivertrag in einer europäischen Profiliga unterzeichnet hatte. Anfangs hauptsächlich noch in der Nachwuchs- und Reservemannschaft aktiv, lief er nach seinem Debüt im März 2010 in der Spielzeit 2010 in zehn Ligaspielen in der Allsvenskan auf. Wenngleich er in der folgenden Spielzeit bereits auf 16 Erstligaspiele kam, stand er lange Zeit im Schatten von John Chibuike und Mathias Ranégie. Erst nachdem diese Ende August des Jahres den Klub verlassen hatten, bestritt er seine drei einzigen Saisonspiele in der Startelf. Dabei erzielte er zwei Tore, bereits im Mai hatte er als Einwechselspieler beim 3:1-Erfolg über AIK sein erstes Ligator in Schweden erzielt.
Im Februar 2012 erhielt Waris seine erste Berufung in die ghanaische Nationalelf, als er gemeinsam mit dem US-Profi Patrick Nyarko als Nachrücker für die verletzten Ayew-Brüder André und Jordan zum Spiel gegen Chile eingeladen wurde. In der anschließenden Spielzeit 2012 behielt er bei seinem Klub seinen Stammplatz. Gemeinsam mit René Makondele und größtenteils Björn Anklev bildete er die Offensivreihe im 4-3-3-System von Trainer Peter Gerhardsson. Als regelmäßiger Torschütze setzte er sich schnell an der Spitze der Torschützenliste fest, seine Spitzenposition baute er insbesondere mit fünf Toren beim 6:0-Erfolg über IFK Norrköping Mitte Mai deutlich aus. Damit hielt er den Klub im Meisterschaftsrennen mit IF Elfsborg, AIK und Malmö FF. Letztlich wurde der Klub Vizemeister hinter dem IF Elfsborg, mit 23 Saisontoren holte er sich den Titel des Torschützenkönigs in der schwedischen Eliteserie.
Kurz nach Saisonende verpflichte der russische Klub Spartak Moskau Waris. Nach seinem Debüt in der Premjer-Liga im März 2013 blieb ihm jedoch hauptsächlich die Rolle des Ergänzungsspielers, der sich hinter den Offensivspielern Jura Mowsisjan, Lucas Barrios, Ari, Artjom Dsjuba und Emmanuel Emenike einreihen musste.
Im Januar 2014 holte der französische Erstligist FC Valenciennes Waris auf Leihbasis bis zum Sommer in die Ligue 1. Dort glänzte er als regelmäßiger Torschütze, der Klub verpasste jedoch trotz seiner Unterstützung – mit neun Saisontoren war er vereinsintern bester Torschütze – den Klassenerhalt.
Im Sommer 2014 wechselte er in die türkische Süper Lig zu Trabzonspor. Hier kam er auf insgesamt 18 Ligaspiele und zu fünf Einsätzen in der Europa League.
Seit 2015 steht er beim FC Lorient unter Vertrag und wurde in der Winterpause 2017/18 für sechs Monate an den FC Porto ausgeliehen. Dann verpflichteten die Portugiesen den Spieler fest, verliehen ihn aber sofort weiter an den FC Nantes. In der Winterpause 2019/20 folgte eine erneute Ausleihe, dieses Mal zu Racing Straßburg, die ihn im Anschluss fest verpflichteten. Im August 2022 wechselte der Ghanaer zu Anorthosis Famagusta.

### Nationalmannschaft
Im Mai 2014 nominierte Nationaltrainer James Kwesi Appiah Waris in das 26 Spieler starke vorläufige Aufgebot der ghanaischen Nationalmannschaft für die Weltmeisterschaft 2014. Zwar schaffte er es auch ins endgültige Aufgebot, seinen einzigen Endrundeneinsatz hatte er am Ende der Gruppenphase bei der das Ausscheiden als Gruppenletzter bedeutenden abschließenden 1:2-Niederlage gegen Portugal.

## Erfolge
Portugiesischer Meister: 2018